# Седых, Анатолий Петрович
Анато́лий Петро́вич Седы́х (20 апреля 1963, Липецк, Липецкая область, РСФСР, СССР — 11 июня 2023, Липецк, Липецкая область, Россия) — российский серийный убийца.

## Биография
Анатолий Седых родился 20 апреля 1963 года. Был женат, имел двоих детей. Работал водителем. Начал совершать преступления в 1998 году. Его жертвами становились девушки в возрасте до 28 лет, которых он насиловал и душил. Вместе с тем Седых забирал у убитых ценные вещи.
Признаки серийности были выявлены следователями уже после второго убийства, поскольку преступления он совершал по одной и той же схеме. Одна из жертв преступника случайно выжила и рассказала следователям, что тот использовал автомобиль ВАЗ-2106. Оперативные работники уголовного розыска и ГАИ проверили в Липецке и окрестностях более 3500 автомобилей этой модели, но безрезультатно.
Дело липецкого маньяка приобрело большой общественный резонанс, и за его поимку было обещано вознаграждение в размере 100 тысяч рублей и автомобиль. Седых неоднократно задерживался сотрудниками правоохранительных органов, в том числе с вещами убитых, но ввиду отсутствия каких-либо доказательств причастности к преступлениям его отпускали. Последнее убийство Седых совершил в 2003 году. Больше преступлений он не совершал ввиду сильно ухудшившегося здоровья (обострение гипертонии), однако продолжал хранить вещи убитых в своём гараже. В 2008 году его родственник случайно нашёл в том гараже мобильный телефон одной из жертв и включил его, что позволило обнаружить его местонахождение. 4 июня 2008 года Седых был задержан, в его гараже были обнаружены вышеупомянутые вещественные доказательства. Кроме того, в гараже находился автомобиль ВАЗ-2106, о котором упоминали свидетели. После двух генетических экспертиз, подтвердивших его причастность к расследуемым убийствам и изнасилованиям, он признался в совершении вменяемых ему в вину преступлений.
19 апреля 2010 года Липецкий областной суд приговорил Седых к пожизненному лишению свободы. Наказание отбывал в колонии «Чёрный беркут» в Свердловской области. В сентябре 2013 года в СМИ появилось сообщение, что осуждённый покончил с собой, повесившись в камере колонии, однако на следующий день региональное УФСИН опровергло эту информацию.
В июле 2018 года переведён в колонию особого режима № 1 посёлка Сосновка Зубово-Полянского района Республики Мордовия.
11 июня 2023 года в ожидании нового уголовного дела по ранее неизвестным эпизодам убийств покончил жизнь самоубийством.

## В массовой культуре
- Документальный фильм «Операция „Лесополоса“» из цикла «Честный детектив» (2009)
- Документальный фильм «Липецкий душитель» из цикла «Вне закона» (2009)
- Телесериал «Метод», сезон 1, серия 2 «Если проиграл бой демонам, прежде чем умереть, помоги — нам» (2015)
- Документальный фильм «Дело липецкого браконьера» из цикла «Охота на маньяка» (2024)[9]